# Liste der Kulturdenkmäler in Unkel
In der Liste der Kulturdenkmäler in Unkel sind alle Kulturdenkmäler der rheinland-pfälzischen Stadt Unkel einschließlich der Stadtteile Heister und Scheuren aufgeführt. Grundlage ist die Denkmalliste des Landes Rheinland-Pfalz (Stand: 9. Februar 2023).

## Unkel

### Denkmalzonen
| Bezeichnung                    | Lage | Baujahr      | Beschreibung | Bild                           |
| ------------------------------ | --- | ------------ | --- | ------------------------------ |
| Denkmalzone Henkel-Park        | Bahnhofstraße 1 Lage | um 1910      | Park der 1960 niedergelegten Villa Henkel, 1903; ehemalige Nebengebäude: stattliches Wohnhaus mit Wirtschaftsgebäude, um 1910, Hofeinfahrt bezeichnet 1927 | Fotos hochladen                |
| Denkmalzone Jüdischer Friedhof | Am Hohen Weg, auf dem städtischen Friedhof Lage | 1877         | 1877 angelegt; acht Grabsteine auf einem von Mauer und Hecke begrenzten Areal des städtischen Friedhofs | weitere Bilder Fotos hochladen |
| Denkmalzone Stadtkern Unkel    | Prälat-Schwamborn-Straße, Corneliaweg, Lehngasse, Am Graben, St.-Pantaleon-Straße, Günther-Lauffs-Promenade, Karl-Trimborn-Platz, Rheinpromenade, Von-Werner-Straße, Lühlingsgasse, Vogtsgasse, Willy-Brandt-Platz, Freiligrath-Straße, Pützgasse, Kirchstraße, Frankfurter Straße Lage | ab etwa 1400 | Historisches Ortsbild, das auf der mittelalterlichen Grundrissstruktur innerhalb des halbovalen Mauerrings aufbaut, mit unverwechselbarem Uferpanorama mit den gotischen Wahrzeichen Pfarrkirche St. Pantaleon, Turm des Fronhofs und Gefängnisturm, der von Fachwerkbauten geprägten Hofbebauung des 17. und 18. Jahrhunderts sowie Villenanlagen des 18. und 19. Jahrhundert (Fronhof und Burg), die sich zu geschlossenen kennzeichnenden Platz- und Straßenbildern zusammenfügen, sowie der wohl Ende des 14. oder Anfang des 15. Jahrhunderts mit zwei Ecktürmen errichteten Ortsbefestigung, von der sich entlang der Rheinfront und durch die Grundrissstruktur der Straßen „Am Graben“ und „St.-Pantaleon-Straße“ große zusammenhängende Teile erhalten haben. | Fotos hochladen                |

### Einzeldenkmäler
| Bezeichnung                           | Lage                                              | Baujahr                                     | Beschreibung | Bild                           |
| ------------------------------------- | ------------------------------------------------- | ------------------------------------------- | --- | ------------------------------ |
| Stadtbefestigung                      | Am Turm, Corneliaweg, Vogtsgasse etc.             | spätes 15. und 16. Jahrhundert              | von der im späten 15. und 16. Jahrhundert errichteten Befestigung, die die Stadt in einem unregelmäßigen Oval umschloss, erhalten: - Teile der rheinseitigen Mauer, meist in jüngeren Bauten oder Stützmauern integriert sowie Abschnitt südlich des Pfarrhauses (Corneliaweg 5); - rundbogiges Tor (siehe Vogtsgasse 6); - sogenannter Gefängnisturm, Rundturm mit barocker Haube (siehe Am Turm 12) | weitere Bilder Fotos hochladen |
| Gefängnisturm                         | Am Turm 12 Lage                                   | spätes 15. und 16. Jahrhundert              | Rundturm mit barocker Haube, Teil der im späten 15. und 16. Jahrhundert errichteten Stadtbefestigung | weitere Bilder Fotos hochladen |
| Villa                                 | Auf dem Rheinbüchel 2 Lage                        | um 1910/15                                  | eingeschossige Mansarddach-Villa, um 1910/15 | Fotos hochladen                |
| Wohnhaus                              | Auf dem Rheinbüchel 36 Lage                       | 1950                                        | Putzbau in traditionellen Formen, 1950 | Fotos hochladen                |
| Wohn- und Geschäftshaus               | Bahnhofstraße 2 Lage                              | Ende des 19. Jahrhunderts                   | Wohn- und Geschäftshaus; eineinhalbgeschossiger Putzbau, Neurenaissance, Ende des 19. Jahrhunderts | weitere Bilder Fotos hochladen |
| Villa                                 | Bahnhofstraße 3 Lage                              | 1898                                        | späthistoristische Villa, bezeichnet 1898, kurz darauf rückwärtig erweitert; Gesamtanlage mit Park und straßenseitiger Einfriedung | Fotos hochladen                |
| Vierzehn-Nothelfer-Vikarie            | Corneliaweg 1 Lage                                | 1714                                        | ehemalige Vierzehn-Nothelfer-Vikarie; viergiebliges Fachwerkhaus, teilweise massiv, bezeichnet 1714, eingeschossiger Fachwerkanbau | weitere Bilder Fotos hochladen |
| Pfarrhaus                             | Corneliaweg 5 Lage                                | 1696                                        | Massivbau, im Kern angeblich von 1696; Fachwerkbau mit überbautem Keller, 18. Jahrhundert (?); Gesamtanlage mit Grundstück und Umfassungsmauer | weitere Bilder Fotos hochladen |
| Wohnhaus                              | Frankfurter Straße 8 Lage                         | 18. Jahrhundert                             | Fachwerkhaus, 18. Jahrhundert | weitere Bilder Fotos hochladen |
| Wohnhaus                              | Frankfurter Straße 9 Lage                         | 18. Jahrhundert                             | Fachwerkhaus, 18. Jahrhundert | weitere Bilder Fotos hochladen |
| Wohnhaus                              | Frankfurter Straße 10 Lage                        | 18. Jahrhundert                             | kleines Fachwerkhaus, 18. Jahrhundert | weitere Bilder Fotos hochladen |
| Wohnhaus                              | Frankfurter Straße 14 Lage                        | 1730                                        | Fachwerkhaus, angeblich von 1730; Gesamtanlage mit Wirtschaftsgebäuden und Garten | weitere Bilder Fotos hochladen |
| Bügeleisenhaus                        | Frankfurter Straße 19 Lage                        | 1650                                        | Fachwerkhaus mit viertelkreisförmig vorspringendem Obergeschoss, angeblich von 1650 | weitere Bilder Fotos hochladen |
| Wohnhaus                              | Frankfurter Straße 22 Lage                        | 19. Jahrhundert                             | Fachwerkhaus, 19. Jahrhundert | weitere Bilder Fotos hochladen |
| Schwarzenberger Hof                   | Frankfurter Straße 26–28 Lage                     | 16. oder 17. Jahrhundert                    | sogenannter Schwarzenberger Hof, im Kern aus dem 16. oder 17. Jahrhundert; stattliches Fachwerkhaus, teilweise massiv, Walmdach, 18. Jahrhundert; Hoftor mit Werksteintorbogen, bezeichnet 1727; am Graben weiterer Werksteintorbogen, erste Hälfte des 18. Jahrhunderts | weitere Bilder Fotos hochladen |
| Wohnhaus                              | Frankfurter Straße 29 Lage                        | 17. oder 18. Jahrhundert                    | Fachwerkhaus, 17. oder 18. Jahrhundert | Fotos hochladen                |
| Unkeler Hof                           | Frankfurter Straße 35 Lage                        | 1732                                        | ehemaliges Weingut der Kölner Ursulinen, 1732, im 19. Jahrhundert zum Gasthaus umgebaut; stattliches, zweiflügliges Fachwerkhaus, teilweise massiv | weitere Bilder Fotos hochladen |
| Wohn- und Geschäftshaus               | Frankfurter Straße 37 Lage                        | 15. oder 16. Jahrhundert                    | Fachwerkhaus, teilweise massiv, in geschlossener Zeile, 15. oder 16. Jahrhundert | weitere Bilder Fotos hochladen |
| Wohnhaus                              | Frankfurter Straße 43 Lage                        |                                             | Fachwerkhaus, teilweise massiv, Krüppelwalmdach | weitere Bilder Fotos hochladen |
| Wohn- und Geschäftshaus               | Frankfurter Straße 48 Lage                        |                                             | giebelständiger Bau; Putzfassade und Fachwerkgiebel vom Anfang des 20. Jahrhunderts, im Erdgeschoss Kölner Decke | weitere Bilder Fotos hochladen |
| Wohnhaus                              | Frankfurter Straße 52 Lage                        | 18. Jahrhundert                             | Fachwerkhaus, teilweise massiv, in geschlossener Zeile, 18. Jahrhundert | weitere Bilder Fotos hochladen |
| Unkeler Kreuz                         | Frankfurter Straße, Ecke Am Graben Lage           | zweite Hälfte des 17. Jahrhunderts          | Wegekreuz, wohl aus der zweiten Hälfte des 17. Jahrhunderts | Fotos hochladen                |
| Wohnhaus                              | Freiligrathstraße 2 Lage                          | 1735                                        | Fachwerkhaus, angeblich von 1735 | Fotos hochladen                |
| Seeches-Kreuz                         | Fritz-Henkel-Straße, Ecke Alter Kirchweg Lage     | zweite Hälfte des 17. Jahrhunderts          | Wegekreuz, zweite Hälfte des 17. Jahrhunderts | Fotos hochladen                |
| Mariensäule                           | Günther-Lauffs-Promenade Lage                     | 1885                                        | Mariensäule, bezeichnet 1885 | weitere Bilder Fotos hochladen |
| Schutzengelhaus                       | Kirchstraße 2 Lage                                | 1738                                        | stattliches Fachwerkhaus, Mansarddach, bezeichnet 1738; Fachwerk-Wirtschaftsgebäude, 18. Jahrhundert | weitere Bilder Fotos hochladen |
| Wohnhaus                              | Kirchstraße 3 Lage                                | 1721                                        | traufständiges barockes Fachwerkhaus, Mansarddach, bezeichnet 1721; tonnengewölbter Keller; im Erdgeschoss und 1. Obergeschoss Kölner Decken | Fotos hochladen                |
| Wohnhaus                              | Kirchstraße 7 Lage                                |                                             | Fachwerkhaus, teilweise massiv, verputzt und verschiefert | weitere Bilder Fotos hochladen |
| Herresdorfsches Haus                  | Kirchstraße 8 Lage                                | vor 1699                                    | sogenannte Burg Unkel; zwei- bis dreigeschossiger Dreiflügelbau, Ausbau ab 1699, Nordflügel von 1757, Westflügel von 1781 | weitere Bilder Fotos hochladen |
| Herresdorfscher Hof                   | Kirchstraße 9 Lage                                | 16. oder 17. Jahrhundert                    | ehemaliger Herresdorfscher Hof, im Kern aus dem 16. oder 17. Jahrhundert; stattliches Wohnhaus, im Kern aus dem 18. oder 19. Jahrhundert, im späten 19. Jahrhundert überformt; Gesamtanlage mit Fachwerkscheune, Garten, straßenseitiger Bruchsteinmauer sowie Hoftor | Fotos hochladen                |
| Katholische Pfarrkirche St. Pantaleon | Kirchstraße 10 Lage                               | 16. oder 17. Jahrhundert                    | dreischiffige gotische Hallenkirche, im Kern aus dem 16. oder 17. Jahrhundert; auf dem Friedhof Grabsteine des 16. bis 18. Jahrhunderts | weitere Bilder Fotos hochladen |
| Wohnhaus                              | Kirchstraße 11 Lage                               |                                             | Fachwerkhaus, teilweise massiv | weitere Bilder Fotos hochladen |
| Wohnhaus                              | Kirchstraße 13 Lage                               | erste Hälfte des 19. Jahrhunderts           | stattlicher Fachwerkbau, erste Hälfte des 19. Jahrhunderts | weitere Bilder Fotos hochladen |
| Schweppenburg                         | Lehngasse 1 Lage                                  | 1775                                        | dreiflüglige Hofanlage; Fachwerkhaus, teilweise massiv, bezeichnet 1775, übrige Flügel angeblich älter | weitere Bilder Fotos hochladen |
| Wohnhaus                              | Lehngasse 2 Lage                                  | 17. oder 18. Jahrhundert                    | kleines Fachwerkhaus, 17. oder 18. Jahrhundert | weitere Bilder Fotos hochladen |
| Wohnhaus                              | Lehngasse 6 Lage                                  | um 1900                                     | gründerzeitliches Wohnhaus mit dekorativem Fachwerk, neugotischen und Jugendstilmotiven, um 1900 | Fotos hochladen                |
| Wohnhaus                              | Lehngasse 7 Lage                                  | 18. Jahrhundert                             | Fachwerkhaus, 18. Jahrhundert | weitere Bilder Fotos hochladen |
| Rathaus                               | Linzer Straße 2 Lage                              | 1855                                        | fünfachsiger Bruchsteinbau, teilweise verputzt, 1855 | weitere Bilder Fotos hochladen |
| Villa                                 | Linzer Straße 10 Lage                             | um 1900                                     | gotisierende Stuckdekoration, um 1900; Gesamtanlage mit Garten und straßenseitiger Einfriedung | Fotos hochladen                |
| Wohnhaus                              | Linzer Straße 19 Lage                             | vor 1900                                    | Wohnhaus, Putzbau mit Fachwerkvorbau (Eingang), kurz vor 1900 | weitere Bilder Fotos hochladen |
| Honnefensis-Kreuz                     | Linzer Straße, Ecke Simon-Levy-Straße Lage        | 1649                                        | Wegekreuz, bezeichnet 1649 und 1672 | Fotos hochladen                |
| Wohnhaus                              | Pützgasse 3 Lage                                  | 18. Jahrhundert                             | Fachwerkhaus, 18. Jahrhundert | Fotos hochladen                |
| Gasthaus Im Lämmlein                  | Pützgasse 4 Lage                                  | 18. Jahrhundert                             | Fachwerkhaus in geschlossener Zeile, Mansarddach, 18. Jahrhundert | weitere Bilder Fotos hochladen |
| Wohnhaus                              | Pützgasse 5 Lage                                  | zweite Hälfte des 18. Jahrhunderts          | Mansarddachbau, Zierfachwerk, zweite Hälfte des 18. Jahrhunderts; Gesamtanlage mit Hof und Wirtschaftsgebäude | Fotos hochladen                |
| Wohnhaus                              | Pützgasse 6 Lage                                  | 1705                                        | Fachwerkhaus, bezeichnet 1705 | weitere Bilder Fotos hochladen |
| Freiligrathhaus                       | Pützgasse 7 Lage                                  | um 1760                                     | stattlicher fünfachsiger Mansarddachbau, um 1760 | weitere Bilder Fotos hochladen |
| Wohnhaus                              | Pützgasse 8 Lage                                  | 18. Jahrhundert                             | Fachwerkhaus, 18. Jahrhundert | weitere Bilder Fotos hochladen |
| Wohnhaus                              | Pützgasse 10 Lage                                 | 16. oder 17. Jahrhundert                    | Fachwerkhaus mit Kniestock, teilweise massiv, 16. oder 17. Jahrhundert | weitere Bilder Fotos hochladen |
| Wohnhaus                              | Pützgasse 14 Lage                                 | 18. Jahrhundert                             | Fachwerkhaus, 18. Jahrhundert | Fotos hochladen                |
| Brunnen                               | Pützgasse, Ecke Frankfurter Straße Lage           | 1759                                        | Brunnen, bezeichnet 1759 | weitere Bilder Fotos hochladen |
| Villa                                 | Rabenhorststraße 1 Lage                           | um 1890                                     | ehemalige Villa; Klinkerbau, Neurenaissance, um 1890 | weitere Bilder Fotos hochladen |
| Villa                                 | Rabenhorststraße 3 Lage                           | um 1870/80                                  | Villa; spätklassizistischer Putzbau, um 1870/80; Gesamtanlage mit Park | Fotos hochladen                |
| Heiligenhäuschen                      | Rabenhorststraße, bei Nr. 4 Lage                  | 1666 oder 1777                              | Heiligenhäuschen; giebelförmig geschlossener Bruchsteinblock, bezeichnet 1666 oder 1777 | Fotos hochladen                |
| Villa                                 | Siebengebirgsstraße 1 Lage                        | 1920                                        | Walmdach-Villa im klassizierenden Heimatstil, 1920, im Kern aus dem späten 19. Jahrhundert; Garten mit Einfriedung; bauliche Gesamtanlage | weitere Bilder Fotos hochladen |
| Wohnhaus                              | Vogtsgasse 2 Lage                                 | Ende des 16. Jahrhunderts                   | ehemaliges Wohnhaus; Fachwerkbau, im Kern vom Ende des 16. Jahrhunderts, um 1800 erweitert und teilweise massiv erneuert | weitere Bilder Fotos hochladen |
| Sternenburg                           | Vogtsgasse 4 Lage                                 | 1591                                        | Wohnhaus von 1591, um 1800 umgebaut; Torfahrt, bezeichnet 1708 | weitere Bilder Fotos hochladen |
| Tor                                   | Vogtsgasse, bei Nr. 6 Lage                        | spätes 15. Jahrhundert oder 16. Jahrhundert | rundbogiges Tor der im späten 15. Jahrhundert bzw. im 16. Jahrhundert errichteten Stadtbefestigung | Fotos hochladen                |
| Fronhof                               | Von-Werner-Straße 8 Lage                          |                                             | ehemaliger Fronhof des Kölner Stifts St. Maria ad gradus, im Kern mittelalterlich, im 19. Jahrhundert stark verändert | weitere Bilder Fotos hochladen |
| Villa Profitlich                      | Von-Werner-Straße 9 Lage                          | um 1910                                     | repräsentativer Mansarddachbau, um 1910, Hoftor bezeichnet 1922; Architekt: Wilhelm Freiherr von Tettau | weitere Bilder Fotos hochladen |
| Wohnhaus                              | Willy-Brandt-Platz 1 Lage                         | 18. Jahrhundert                             | Fachwerkhaus, teilweise massiv, mit Kniestock, 18. Jahrhundert | Fotos hochladen                |
| Myriameterstein                       | nördlich der Stadt bei Rheinkilometer 637,48 Lage | 1867                                        | Kilometerstein XLVII der 1867 durchgeführten Rheinvermessung; kubischer Sandsteinblock mit pyramidenförmigem Abschluss | weitere Bilder Fotos hochladen |

### Ehemalige Kulturdenkmäler
| Bezeichnung             | Lage                       | Baujahr    | Beschreibung                                                                                          | Bild                           |
| ----------------------- | -------------------------- | ---------- | --- | ------------------------------ |
| Wohn- und Geschäftshaus | Frankfurter Straße 56 Lage | um 1920/30 | fünfachsiger Putzbau, Zwerchhaus in expressionistischen Formen, um 1920/30; aus Denkmalliste gelöscht | weitere Bilder Fotos hochladen |

## Heister

### Einzeldenkmäler
| Bezeichnung                       | Lage                                      | Baujahr                           | Beschreibung | Bild                           |
| --------------------------------- | ----------------------------------------- | --------------------------------- | --- | ------------------------------ |
| Wohnhaus                          | Brückenstraße 5 Lage                      | 18. Jahrhundert                   | Fachwerkhaus, 18. Jahrhundert | weitere Bilder Fotos hochladen |
| Burg Vilzelt                      | Brückenstraße 36 Lage                     |                                   | Bruchsteinbau, 1713–16, Architekt Matys Groenlandt                                                                                  | weitere Bilder Fotos hochladen |
| Wohnhaus                          | Kapellenstraße 2 Lage                     | 18. Jahrhundert                   | ursprünglich eingeschossiges Fachwerkhaus, 18. Jahrhundert, rechts im 19. Jahrhundert um ein Geschoss erhöht; ortsbildprägende Lage | weitere Bilder Fotos hochladen |
| Wohnhaus                          | Sebastianstraße 36 Lage                   | 1700                              | Fachwerkhaus, teilweise massiv, bezeichnet 1700                                                                                     | weitere Bilder Fotos hochladen |
| Wohnhaus                          | Sebastianstraße 39 Lage                   | 18. Jahrhundert                   | Fachwerkhaus, teilweise massiv, geschnitzter Kranbalken, 18. Jahrhundert                                                            | weitere Bilder Fotos hochladen |
| Wohnhaus                          | Sebastianstraße 43 Lage                   | spätes 16. Jahrhundert            | zweiflügliges Fachwerkhaus, wohl noch aus dem 16. Jahrhundert, Erweiterungsbau um 1800                                              | weitere Bilder Fotos hochladen |
| Brunnen                           | Sebastianstraße, Ecke Brückenstraße Lage  | erste Hälfte des 19. Jahrhunderts | Brunnen, bezeichnet 18[xx] (erste Hälfte des 19. Jahrhunderts)                                                                      | Fotos hochladen                |
| Katholische Kapelle St. Sebastian | Sebastianstraße, Ecke Kapellenstraße Lage | 1753                              | kleiner Saalbau, 1753 | weitere Bilder Fotos hochladen |

## Scheuren

### Denkmalzonen
| Bezeichnung                   | Lage | Baujahr                 | Beschreibung                                                                                   | Bild            |
| ----------------------------- | --- | ----------------------- | ---------------------------------------------------------------------------------------------- | --------------- |
| Denkmalzone Ortskern Scheuren | Bergstraße 1–5 (ungerade Nummern) und 2–12 (gerade Nummern), Im Winkel 3 und 5, St. Josefstraße 3–17 (ungerade Nummern) und 2–26 (gerade Nummern ohne Nummer 16a) Lage | 16. bis 19. Jahrhundert | bemerkenswerte Einzelbauten des 16. bis 19. Jahrhunderts in ungewöhnlich hoher Dichte erhalten | Fotos hochladen |

### Einzeldenkmäler
| Bezeichnung                                 | Lage                                                              | Baujahr                            | Beschreibung | Bild                           |
| ------------------------------------------- | ----------------------------------------------------------------- | ---------------------------------- | --- | ------------------------------ |
| Wohnhaus                                    | Bergstraße 1 Lage                                                 | spätes 16. Jahrhundert             | stattliches Fachwerkhaus, teilweise massiv, eventuell noch aus dem 16. Jahrhundert; Gesamtanlage mit Fachwerkscheune, um 1800                                                           | Fotos hochladen                |
| Wohnhaus                                    | Bergstraße, zu Nr. 4 Lage                                         | 18. Jahrhundert                    | kleines Fachwerkhaus, 18. Jahrhundert | BW                             |
| Heiligenhäuschen                            | Bergstraße, bei Nr. 9 Lage                                        | 1719                               | Heiligenhäuschen, spitzgiebliger Bruchsteinblock, bezeichnet 1719 | Fotos hochladen                |
| Wingeskreuz                                 | Honnefer Straße, gegenüber Nr. 41 Lage                            | 1666                               | Wegekreuz, bezeichnet 1666 | Fotos hochladen                |
| Bürgermeister-Richertz-Kreuz                | Honnefer Straße, gegenüber Nr. 59 Lage                            | 1768                               | Wegekreuz, bezeichnet 1768 | Fotos hochladen                |
| Wohnhaus                                    | Im Winkel 5 Lage                                                  | 16. oder 17. Jahrhundert           | Fachwerkhaus, Ständerbau, teilweise verkleidet, 16. oder 17. Jahrhundert | Fotos hochladen                |
| Geuls-Kreuz                                 | Petersbergstraße, bei Nr. 3 Lage                                  | 1715                               | Wegekreuz, bezeichnet 1715 | Fotos hochladen                |
| Weingut Stumpf                              | Scheurener Straße 7/9 Lage                                        | 1572                               | ehemaliges Weingut Stumpf, Vierseithof; Hauptgebäude, 1572; nördliches Wohnhaus, um 1650; Westteil, 1750                                                                                | weitere Bilder Fotos hochladen |
| Wohnhaus                                    | Scheurener Straße 12 Lage                                         | 18. Jahrhundert                    | Fachwerkhaus, teilweise verschiefert, 18. Jahrhundert | Fotos hochladen                |
| Wohnhaus                                    | Scheurener Straße 14 Lage                                         | 16. oder 17. Jahrhundert           | Fachwerkhaus, Ständerbau, 16. oder 17. Jahrhundert | BW                             |
| Wohnhaus                                    | Scheurener Straße 16 Lage                                         | 16. oder 17. Jahrhundert           | Fachwerkhaus, 16. oder 17. Jahrhundert, im 18. Jahrhundert durch Querbau erweitert | Fotos hochladen                |
| Wohnhaus                                    | Scheurener Straße 17 Lage                                         | 17. Jahrhundert                    | Fachwerkhaus, Ständerbau, 17. Jahrhundert | BW                             |
| Katholische Kapelle St. Joseph; Ausstattung | Scheurener Straße 19 Lage                                         | um 1500                            | Saalbau mit barockem Dachreiter, um 1500 | weitere Bilder Fotos hochladen |
| Wohnhaus                                    | Scheurener Straße, zu Nr. 20 Lage                                 | 17. oder 18. Jahrhundert           | Fachwerkhaus, Ständerbau, 17. oder 18. Jahrhundert | BW                             |
| Villa                                       | Scheurener Straße 25 Lage                                         | Ende des 19. Jahrhunderts          | spätklassizistische Villa, Neurenaissance-Einflüsse, Ende des 19. Jahrhunderts | Fotos hochladen                |
| Wohnhaus                                    | Scheurener Straße 32 Lage                                         | 18. Jahrhundert                    | Fachwerkhaus, 18. Jahrhundert | weitere Bilder Fotos hochladen |
| Schröterkreuz                               | Scheurener Straße, Ecke Am Schröter Kreuz Lage                    | 1636                               | Wegekreuz; Balkenkreuz, bezeichnet 1636; kleiner freistehender Altar | weitere Bilder Fotos hochladen |
| Clasen-Kreuz                                | Scheurener Straße, bei Nr. 44 Lage                                | 1667                               | Wegekreuz, bezeichnet 1667 | Fotos hochladen                |
| Wegekreuz                                   | St. Josefstraße, Ecke Bergstraße Lage                             | 1843                               | nachbarockes Schaftkreuz, bezeichnet 1843 | Fotos hochladen                |
| Wohnhaus                                    | St. Josefstraße 2 Lage                                            | 18. Jahrhundert                    | Fachwerkhaus, Mansarddach, 18. Jahrhundert | Fotos hochladen                |
| Wohnhaus                                    | St. Josefstraße 9 Lage                                            | 17. Jahrhundert                    | Fachwerkhaus, teilweise massiv, im Kern aus dem 17. Jahrhundert | weitere Bilder Fotos hochladen |
| Wohnhaus                                    | St. Josefstraße 10 Lage                                           | 17. oder 18. Jahrhundert           | Fachwerkhaus, teilweise massiv, Mansarddach, 17. oder 18. Jahrhundert und um 1800 | Fotos hochladen                |
| Wohnhaus                                    | St. Josefstraße 11/13 Lage                                        | 17. bis Mitte des 19. Jahrhunderts | ehemaliger Adelssitz (?); Dreiflügelbau, teilweise verputzt; heterogener Baubestand, 17. bis Mitte des 19. Jahrhunderts; Gesamtanlage mit Hof, Baumbestand und straßenseitiger Hofmauer | weitere Bilder Fotos hochladen |
| Wohnhaus                                    | St. Josefstraße 16 Lage                                           | 17. Jahrhundert                    | Fachwerkhaus, verkleidet, wohl aus dem 17. Jahrhundert | Fotos hochladen                |
| Wohnhaus                                    | St. Josefstraße 18 Lage                                           | 1758                               | Fachwerkhaus, Mansarddach, bezeichnet 1758 | Fotos hochladen                |
| Wohnhaus                                    | St. Josefstraße 26 Lage                                           | zweite Hälfte des 18. Jahrhunderts | stattliches Fachwerkhaus, teilweise massiv, Krüppelwalmdach, zweite Hälfte des 18. Jahrhunderts                                                                                         | Fotos hochladen                |
| Erben-Richertz-Kreuz                        | nördlich des Ortes (Honnefer Straße an der Gemarkungsgrenze) Lage | 1767                               | Schaftkreuz mit Muschelnische, bezeichnet 1767 | Fotos hochladen                |
| Haanhof                                     | östlich des Ortes Lage                                            | 1837                               | stattliche Hofanlage, ab 1837; Krüppelwalmdachbau, Rundbau mit Kegeldach (Kapelle), Wirtschaftsgebäude                                                                                  | weitere Bilder Fotos hochladen |
| Erholungsheim Hohenunkel                    | östlich des Ortes (Hohenunkel) Lage                               | 1906–1908                          | ehemaliges Erholungsheim; herrschaftliches Herrenhaus, historisierender Putzbau mit Turm, 1906–1908                                                                                     | weitere Bilder Fotos hochladen |